# Aeródromo Melipilla
El Aeródromo Melipilla (OACI: SCMP) es un terminal aéreo ubicado a 1 kilómetro al este de Melipilla, en la Provincia de Melipilla, Región Metropolitana de Santiago, Chile. Este aeródromo es privado.
El día 13 de septiembre de 1943 nace el Club Aéreo Melipilla, acontecimiento significativo, puesto que la institución aeronáutica melipillana fue de las primeras de su género que se formaron en Chile. 
Tiempo después, el año 1944, se publicó en el Diario Oficial el otorgamiento de la Personalidad Jurídica aprobándose también los estatutos. Gracias a la determinación de un grupo de entusiastas, lo que al comienzo parecía una utopía, fue paulatinamente concretándose en realidades que le dieron vida a la institución. Los primeros aviones con los que contó el Club provinieron de la Fuerza aérea de Chile, material que esta institución utilizaba para entrenar a los pilotos aprendices, El Club recibió tres de estos aparatos con los cuales se formaron numerosos pilotos que de a poco fueron incrementando el contingente de socios. Insignes personalidades del concierto aeronáutico nacional se relacionaron con el Club acicateados por el espíritu entusiasta de los pilotos melipillanos. Tal fue el caso de Aladino Azzari, pionero de la aviación en el país, Jorge Verdugo, reputado piloto de aerolíneas comerciales, o Margot Duhalde, afamada mujer piloto que se desempeñó como piloto voluntaria en la Fuerza Aérea de Francia en la Segunda Guerra Mundial.